# Estádio Nacional de Amahoro
O Estádio Nacional de Amahoro (em inglês: Amahoro National Stadium) é um estádio multiúso localizado em Amahoro, distrito de Quigali, capital de Ruanda. Inaugurado em janeiro de 1989, o estádio foi uma das sedes oficiais do Campeonato das Nações Africanas de 2016. É oficialmente a casa onde a Seleção Ruandesa de Futebol manda suas partidas amistosas e oficiais. Além disso, o APR FC e Rayon Sports, clubes sediados na capital, também mandam seus jogos por competições nacionais e continentais no estádio, cuja capacidade máxima é de 30 000 espectadores.

## Histórico
Durante o período em que vigorou a Guerra Civil de Ruanda, entre 1990 e 1994, o estádio foi convertido em campo de refugiados, chegando a abrigar mais de 12 000 cidadãos ruandeses de etnia tutsi, minoria étnica que foi o principal alvo do genocídio ocorrido no país em 1994.